# Dryobotodes nigra
Dryobotodes nigra là một loài bướm đêm trong họ Noctuidae.